# Alexandr Gavrilov
Pour les articles homonymes, voir Gavrilov.
Alexandr Ivanovitch Gavrilov (né en 1891 et mort le 21 novembre 1919) est un révolutionnaire russe, bolchevik, participant aux événements révolutionnaires et à La guerre civile, combattant pour le pouvoir des Soviets en Sibérie, membre du comité exécutif de la Section Paysanne du Comité Exécutif Central Panrusse (ou ВЦИК) de la RSFSR, délégué du deuxième Congrès panrusse des soviets et quatrième Congrès panrusse extraordinaire des soviets. Il est exécuté barbarement par l’armée blanche de Koltchak en 1919, avec son frère Vassily.

## Biographie
Alexandr Ivanovitch Gavrilov est né dans le village Novyï Tartas, comté de Kaïnsk, gouvernement de Tomsk dans la famille d’Ivan Stepanovitch Gavrilov (1858- le 2 août (15 août) 1901, Novyï Tartas), marchand et ancien métallurgiste de Saint-Pétersbourg, et de Sekletinia Ivanovna Gavrilova (née Tikhomova, 1865- le 2 octobre 1938). La famille paternelle de Gavrilov a été exilée en Sibérie à cause de l’activité révolutionnaire du père. Il y avait six enfants dans la famille: Prascovia (Samokhvalova, 22 juillet 1889 – 6 janvier 1975), Vassily (1884-1919), Natalia (Pekhman,? – 2 février 1941), Alexandre, Anna (Fechtchenko,? – 1982), et Taïssia (Selezniova, 5 octobre 1901 –?).
Alexandre a fait ses études dans une école rurale. Après avoir terminé l’école, il s’est engagé dans l’agriculture.

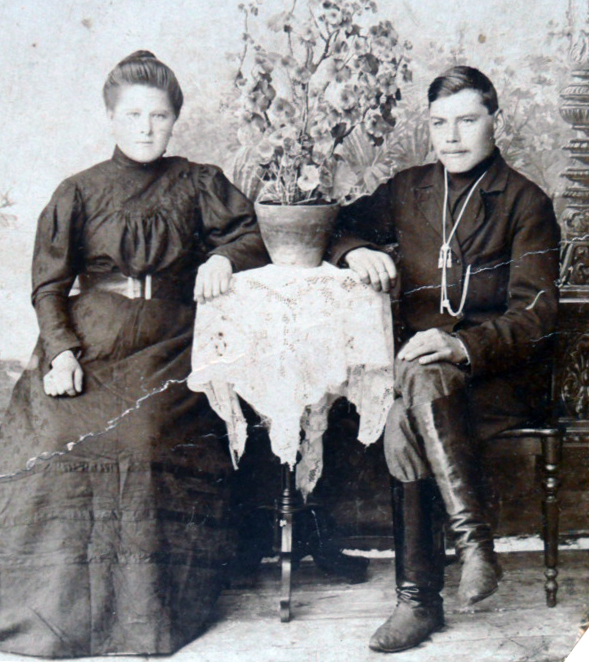
Les époux Alexandre et Alexandra Gavrilov, début des années 1900

Il était marié à Alexandra Dimitrievna Gavrilova (née Chachova). Le couple avait trois enfants: Claudia (23 octobre (5 novembre) 1911– 29 janvier 1988), Tatiana (3 janvier (16 janvier) 1914 – 11 décembre 2006), et Maria.
Après de La révolution russe de 1905 et le mouvement paysan de 1906, l’afflux de bolcheviks exilés en Sibérie a augmenté. Avec leur aide, des groupes marxistes et des cercles de jeunes se sont formés localement, se transformant par la suite en organisations partisanes. Une organisation clandestine a été mise en place dans le village de Spasskoïé (comté de Kaïnsk, volost d’Oust-Tartas, gouvernement de Tomsk,), où Alexandre Gavrilov dealait dans une épicerie (sur l'adresse conspirateur) d’une coopérative à plusieurs magasins, les parts sociales étant la propriété de l’ensemble de la communauté, et dont tous les biens appartenaient à cette cooperative,. A. I. Gavrilov était également apprenti dans la pharmacie privée de Blouschtein (Blaustein).

## Activité politique
Après de 1905 une organisation clandestine émerge à le village de Spasskoïé parmi les bolcheviks exilés politiques. Parmi les participants, on trouve les frères Alexandre et Vassily Gavrilov, qui devinrent des bolcheviks actifs.
À partir de 1913, il obtint la profession d’ouvrier. Il déménagea à Kaïnsk, où il mena une activité de propagande auprès des ouvriers. Traqué par l’okhrana tsariste, il s’est réfugié à Omsk (où il travaillait comme serrurier dans les ateliers ferroviaires). Quatre ans plus tard, il devint metalliste de haute qualification. Après libération ordinaire, il changeait de lieu de résidence, tout en continuant son activité clandestine. Il était serrurier dans un atelier artisanal à Kaïnsk. Il a trouvé un emploi de machiniste dans une huilerie de marchand à le village de Spasskoïé. Sous un autre nom, il travailla au dépôt de la gare de Barabinsk. Il travailla également à Tachkent.  Pendant la Révolution, il travaillait dans une usine de l’Oural.
Il a fait l'objet d'une Enquête politique à deux reprises. Il a adhéré au Parti socialiste révolutionnaire. Il est devenu membre du 1er Soviet de comté Kaïnsk et du congrès des Soviets du gouvernement de Tomsk. Le 25 mars 1917, après avoir été élu à l’unanimité lors du congrès des représentants de district de Kaïnsk, il a été délégué par le comité de district au congrès des députés paysans de la ville d’Omsk.
Il a été rappelé par direction pour organiser le pouvoir soviétique. En tant que délégué de l’Oural au deuxième Congrès panrusse des Soviets, il a été élu membre du Comité Exécutif Central Panrusse.

En mars 1918, il a été délégué avec voix délibérative par le Soviet des députés ouvriers, paysans, soldats, cosaques ou journaliers agricoles, musulmans de Tachkent, région de Syr-Daria, au quatrième Congrès des Soviets à Moscou, Il était membre du Comité exécutif de la Section paysanne du  Comité Exécutif Central Panrusse au 15 avril 1918. Dans la Liste des délégués, il figurait, aux côtés de Koudriavtsev P. A., comme représentant du Conseil régional de Tachkent (région de Syr-Daria). Le Comité du Turkestansoviet était dirigé par le président du Comité exécutif, Jarkov.

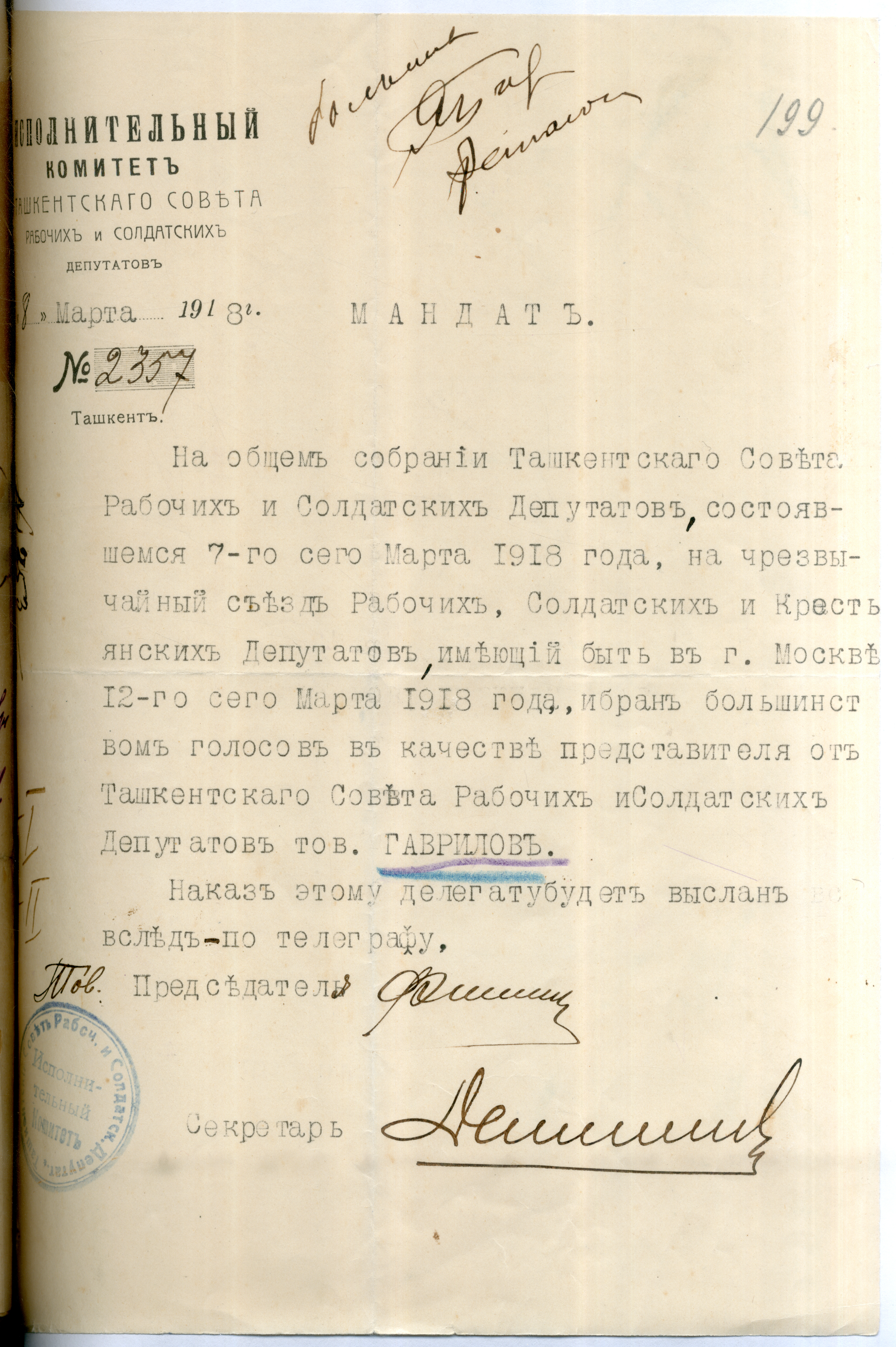
Mandat de délégué au IVe Congrès panrusse des Soviets
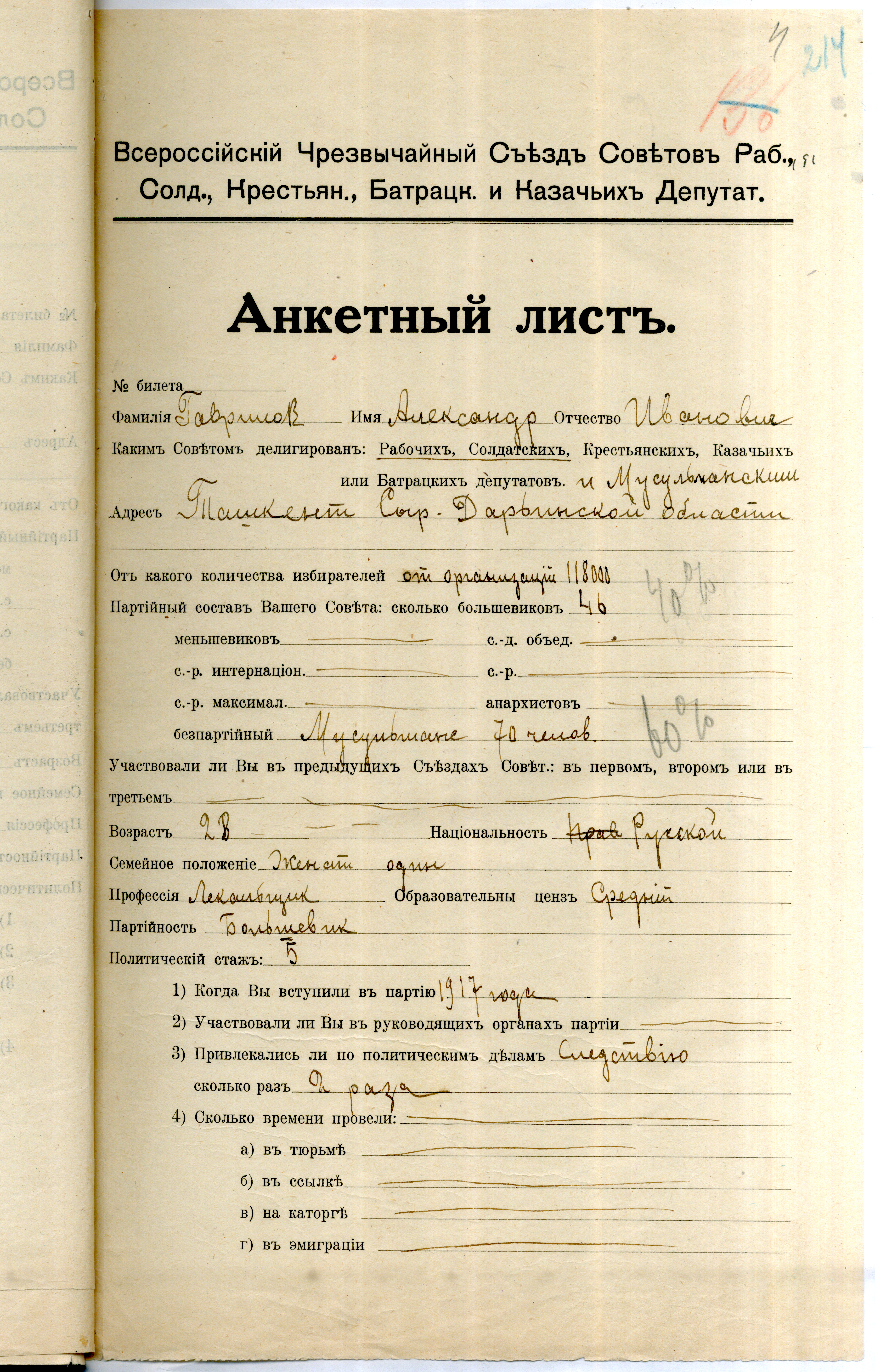
Questionnaire du délégué au IVe Congrès panrusse des Soviets
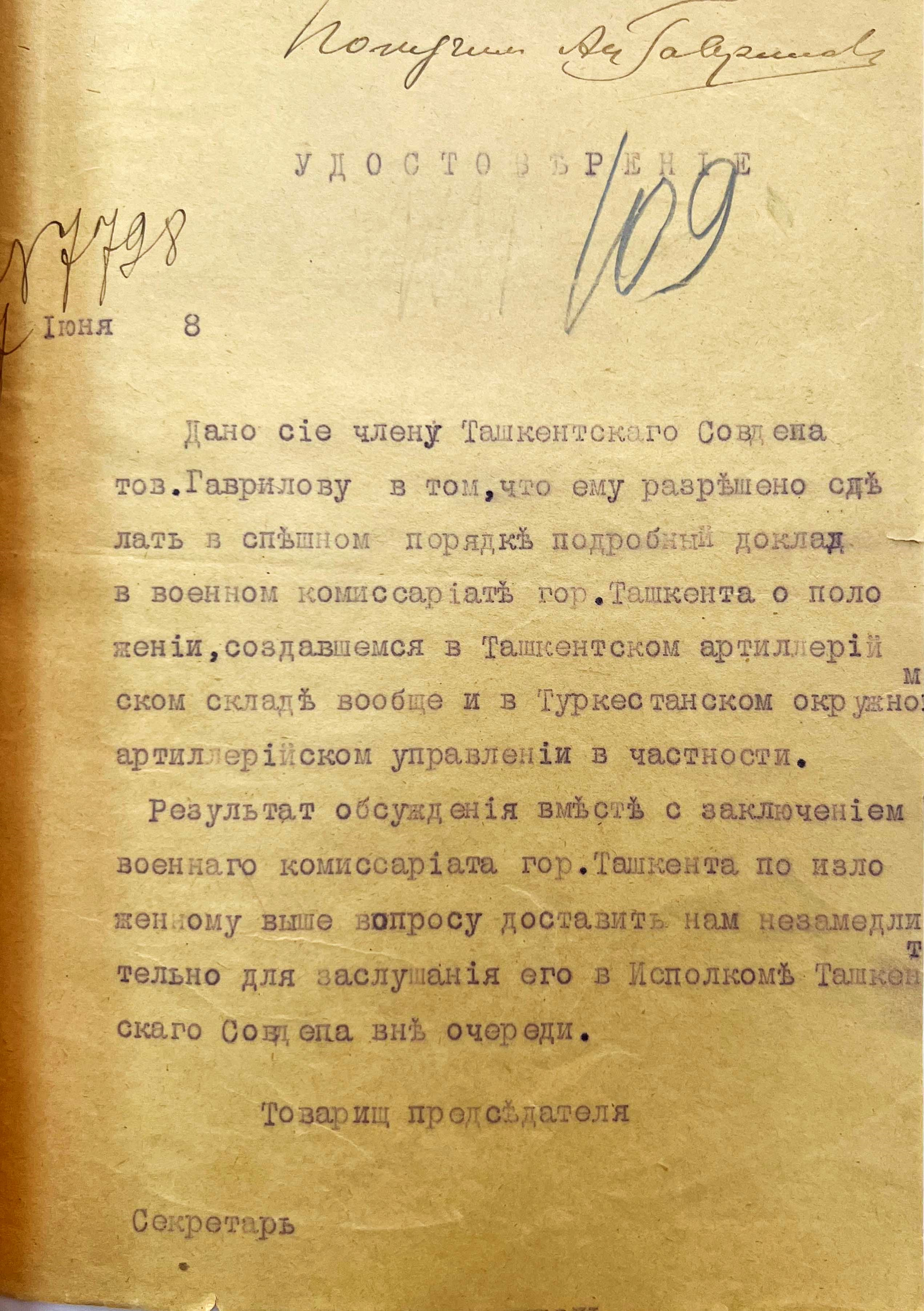
Attestation de présentation d’un rapport concernant la Direction d’artillerie du district militaire du Turkestan

Lors du Cinquième Congrès panrusse des Soviets (du 6 au 10 juillet 1918), A. I. Gavrilov a été élu membre du Comité Exécutif Central Panrusse de la RSFSR.

Après une rencontre avec Vladimir Ilitch Lénine, Alexandre Gavrilov, en tant que membre de la section paysanne du Comité Exécutif Central Panrusse, est arrivé à Irkoutsk «pour un travail clandestin et la lutte contre la réaction de Koltchak. Sur ordre du Parti, il est parti à Omsk pour organiser le travail des Soviets. Après un séjour en Mandchourie, il est rentré à Irkoutsk, où il a été arrêté par le contre-espionnage de Koltchak à la fin de l’année 1918 et incarcéré à la prison de Kaïnsk, partageant le sort de son frère.
Lorsqu’il… se cachait à Irkoutsk, son passeport était au nom de Fedotov Alexandre Ivanovitch.

— Extrait d’une lettre de sa jeune sœur, Taissia Ivanovna Selezniova (Gavrilova). Année 1969.
Il a été transféré à Kaïnsk le 26 (?) juin 1919, une heure avant le soulèvement.Après l’échec du soulèvement du 24 juin, blessé à la tête, il a été placé à l’isolement, enchaîné et privé d’eau. Le 21 novembre 1919, avant de la fusillade générale, il a été emmené avec 12 autres prisonniers politiques sur les bords de la rivière Omka pour être fusillé. Au lieu d’être fusillés, ils ont été taillés à coups de sabre, jetés dans un trou de glace, puis exécutés devant les habitants,. Kaïnsk a été prise par l’Armée rouge le 1er décembre 1919. Les corps des victimes ont été extraits par les soldats de l’Armée rouge et inhumés avec les honneurs militaires dans le village de Novy Tartas

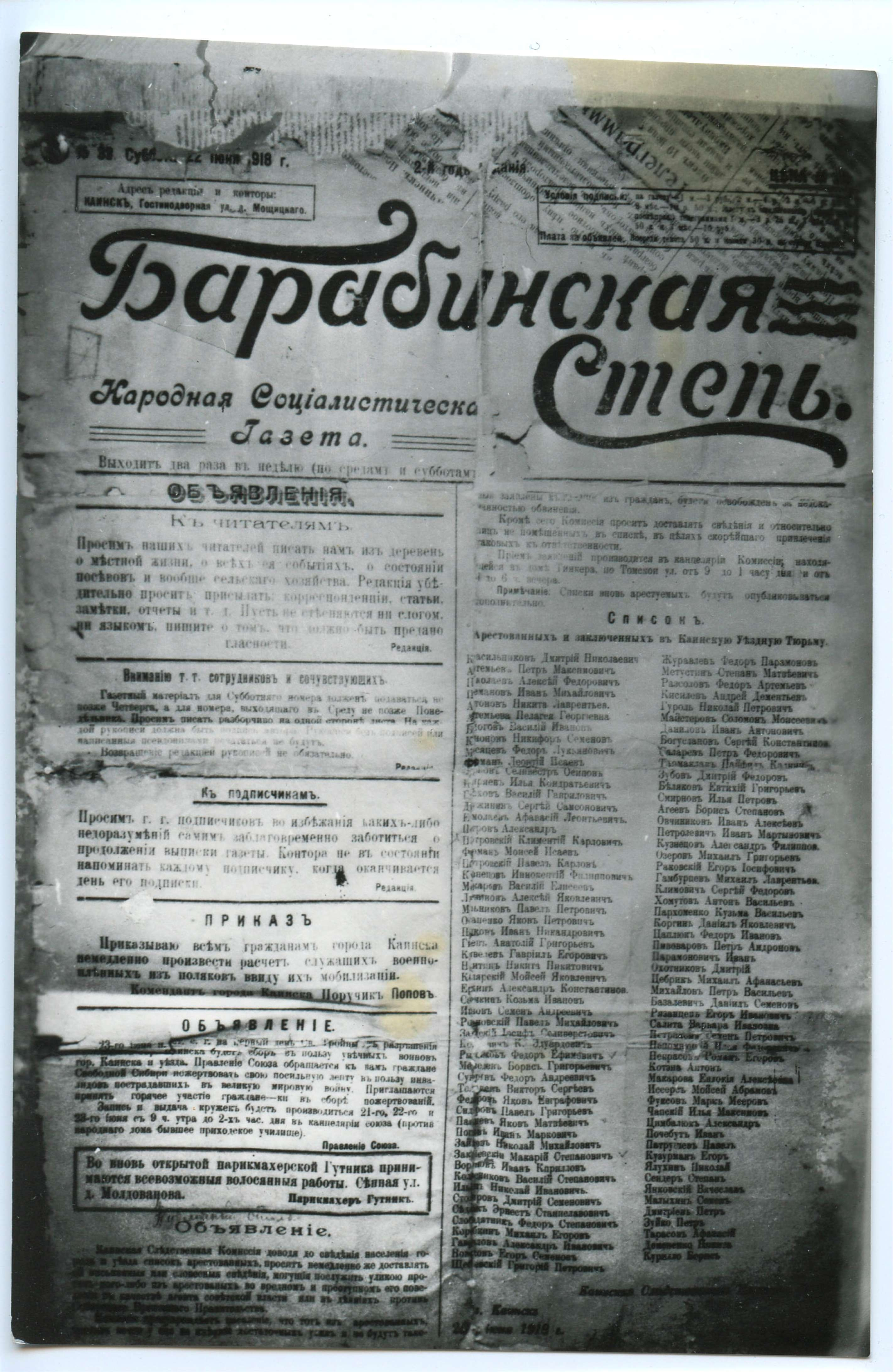
Liste des personnes arrêtées et emprisonnées à la prison de comté de Kaïnsk, publiée dans le journal «La steppe de Barabinsk» n°33 du samedi 22 juin 1918. Deuxième année de publication. Journal socialiste populaire.

Annonce. La commission d’enquête de Kaïnsk porte à la connaissance de les habitants de la ville et du district la liste des personnes arrêtées et prie instamment de lui fournir immédiatement, par écrit ou oralement, toute information susceptible de servir de preuve contre l’un des détenus, concernant son comportement nuisible et criminel en tant qu’agent du pouvoir soviétique ou ses actions contre le gouvernement provisoire sibérien.
La commission avertit la population que tout détenu contre lequel elle ne possède pas de preuves suffisantes et au sujet duquel aucun citoyen ne fournira de telles preuves sera libéré faute de preuves suffisantes pour étayer l’accusation.
En outre, la commission prie de fournir des informations également concernant les personnes ne figurant pas sur la liste, afin de les traduire en justice au plus vite.
Les plaintes sont reçues à la chancellerie de la Commission… Note: Les listes des personnes nouvellement arrêtées seront publiées ultérieurement.
Liste des personnes arrêtées et détenues à la prison de comté de Kaïnsk: 
- Krasilnikov Dmitry Nukolaïevitch
- Artemïev Piotr Maximovitch
- Chemanov Ivan Mikhaïlovitch
- Antonov Nikita Lavrentïev
- Bologov Vasily Ivanovitch
- Kononov Nikifor Semionov
- Mesiatsev Fiodor Loukïanovitch
- Fourman Leontiï Isaïev
- Tchernov Selivestr Osipov
- Chiriaev Ilïa Kondratïevitch
- Gloukhov Vasily Gavrilovitch
- Droujinine Sergeï Samaonovitch
- Yermolaïev Afanasy Leontïevitch
- Petrov Alexandr
- Petrovsky Klimenty Karlovitch
- Fourman Moiseï Isaïevitch
- Petrovsky Pavel Karlovitch
- Kouznetsov Innokenty Filippovitch
- Makarov Vasily Yeliseev
- Litvinov Alexseï Yakovlevitch
- Melnikov Pavel Petrovitch
- Ostapenko Yakov Petrovitch
- Popokov Ivan Nikandrovitch
- Gilev Anatoly Grigorïev
- Krivelev Gavriil Egorovitch
- Nikitin Nikita Nikitovitch
- Kotliarsky Moiseï Yakolevitch
- Yriokhin Alexandr Konstantinov
- Savetchkin Kozma Ivanov
- Ivanov Semion Andreïevitch
- Romanovsky Pavel Mikhaïlovitch
- Zavadsky Iosif Seliverstovitch
- Kanonovitch K. Edouardovitch
- Ryjankov Fiodor Yefimovitch
- Medvedev Boris Grigorïevitch
- Souvorov Fiodor Andreïevitch
- Tolkatchev Viktor Sergeïevitch
- Fiodorov Yakov Yevgrafovitch
- Sidorov Pavel Grigorïev
- Papchev Yakov Matveïevitch
- Popov Ivan Markovitch
- Zaïtsev Nikolaï Mikhaïlovitch
- Zakrievsky Makary Stepanovitch
- Voronov Ivan Kirillov
- Kolesnikov Vasily Stepanovitch
- Ilin Nikolaï Ivanovitch
- Stoliarov Dmitry Semionovitch
- Sedlak Ernest Stanislavovitch
- Slobodiatnik Fiodor Stepanovitch
- Korobkine Mikhail Yegorov
- Gavrilov Alexandr Ivanovitch
- Novikov Yegor Semionov
- Chtcheblevsky Grigory Petrovitch
- Jouravliov Fiodor Paramonov
- Metoustin Stepan Matveïevitch
- Razsolov Fiodor Artemïev
- Kisiliov Andreï Demenïev
- Gourol Nikolaï Petrovitch
- Maïesterov Solomon Moiseïevitch
- Danilov Ivan Antonovitch
- Bogouslanov Sergeï Konstantinovitch
- Salarev Piotr Fiodorovitch
- Tarmaklak Païfil Kalinik
- Zoubov Dmitry Fiodorov
- Beliakov Yevtikhiï Grigorïev
- Smirnov Ilïa Petrov
- Ageev Boris Stepanov
- Ovtchinnikov Ivan Alexeïev
- Petrolevitch Ivan Martynovitch
- Kouznetsov Alexandr Filippov
- Oziorov Mikhail Grigorïev
- Rakovsky Yegor Iosifovitch
- Gambourtsev Mikhail Lavrentïev
- Klimovitch Sergeï Fiodorov
- Khomoutov Anton Vasilïev
- Parkhomenko Kouzma Vasilïev
- Korogin Daniil Yakovlevitch
- Tsapliouk Fiodor Ivanov
- Pivovarov Piotr Andronov
- Paramonovitch Ivan
- Okhotnikov Dmitry
- Tsebrik Mikhail Afanasïev
- Mikhaïlov Piotr Vasilïev
- Bazalevitch Daniil Semionov
- Riazantsev Yegor Ivanovitch
- Salita Varvara Ivanovna
- Petrakov Semion Petrovitch
- Nepomniachtch Ilïa Fiodorovitch
- Nekrasov Roman Yegorov
- Kotena Anton
- Makarova Yevdokiïa Alekseevna
- Issers Moiseï Abramov
- Fouksov Mark Meïerov
- Tchapsky Ilïa Maksimov
- Tsimbaliouk Alexandr
- Potchebout Ivan
- Patrouchev Pavel
- Kouzourman Yegor
- Yakhouline Nikolaï
- Sender Stepan
- Yankovsky Viatcheslav
- Malykhine Semion
- Dmitriïev Piotr
- Zouïko Piotr
- Tarasov Afanasiï
- Demenenko Nikita
- Kourillo Boris

Commission d’enquête de Kaïnsk. Kaïnsk, le 20 juin 1918.
— Journal «Barabinskaïa step» n°33, samedi 22 juin 1918. 
Parmi les prisonniers détenus dans la prison de Koltchak à Kaïnsk, on mentionnait également: Alexandrov-Beïline, Akhmadzian, Baïbakov, Baranov, V. Berman, K. Botcharev, Valiaïev, Varlakov, Veleour, Verchinin, L. Vozdvijensky, N. Voronov, Garaskin, N. S. Dmitriïev, Dylka, Yelistratov, Yermakov Ivan Grigorievitch, Zdvinsky, P. Zonov, Ivanov, Ionov, F. I. Karpounine, Kondratiev, Kopeïkin, Krivenko, I. Larionov, Lysak, Makarov, Manouïlenko, N. I. Maslov, Mikhaïlevitch, Moroz, Moukhline, N. Noskov, Orlov, Petchenkin, G. A. Pokrovsky, Posredinov, Pouchkarev, Roubanovitch, Ryleïev, Sokolov, Stafiïevsky, [M. M.] Sourkov, S. Soukhodolov, Khrenov, Tsoukanov, A. Tsymbaliouk, Tchebykine, I. Tchepkoï, Tchernov, Tchiornyï, Chimanovotch, V. I. Chkil, Chmakov, Yakobson. 
 Liste des prisonniers de la prison de Kaïnsk qui se sont évadés le 24 juin 1919. Politiques:
Bilan: tués — 2, arrêtés — 7, n'a été trouvé— 1.
- Maslov Nikifor — tué
- Noskov Nikolaï — „
- Oulïantsev Prokopiï — arrêté
- Chkil Emelïan — „
- Rakovsky Grirory — „
- Sokolov Fiodor — „
- Droujinin Sergey — „
- Gavrilov Alexandr — „
- Beliakov Yevtikhiï — „
- Pichalnikov Vitaly — non retrouvé

— Journal «Barabinskaïa step» n°162, jeudi 3 juillet 1919, 3e année de publication. — P. 2.

## Mémoire

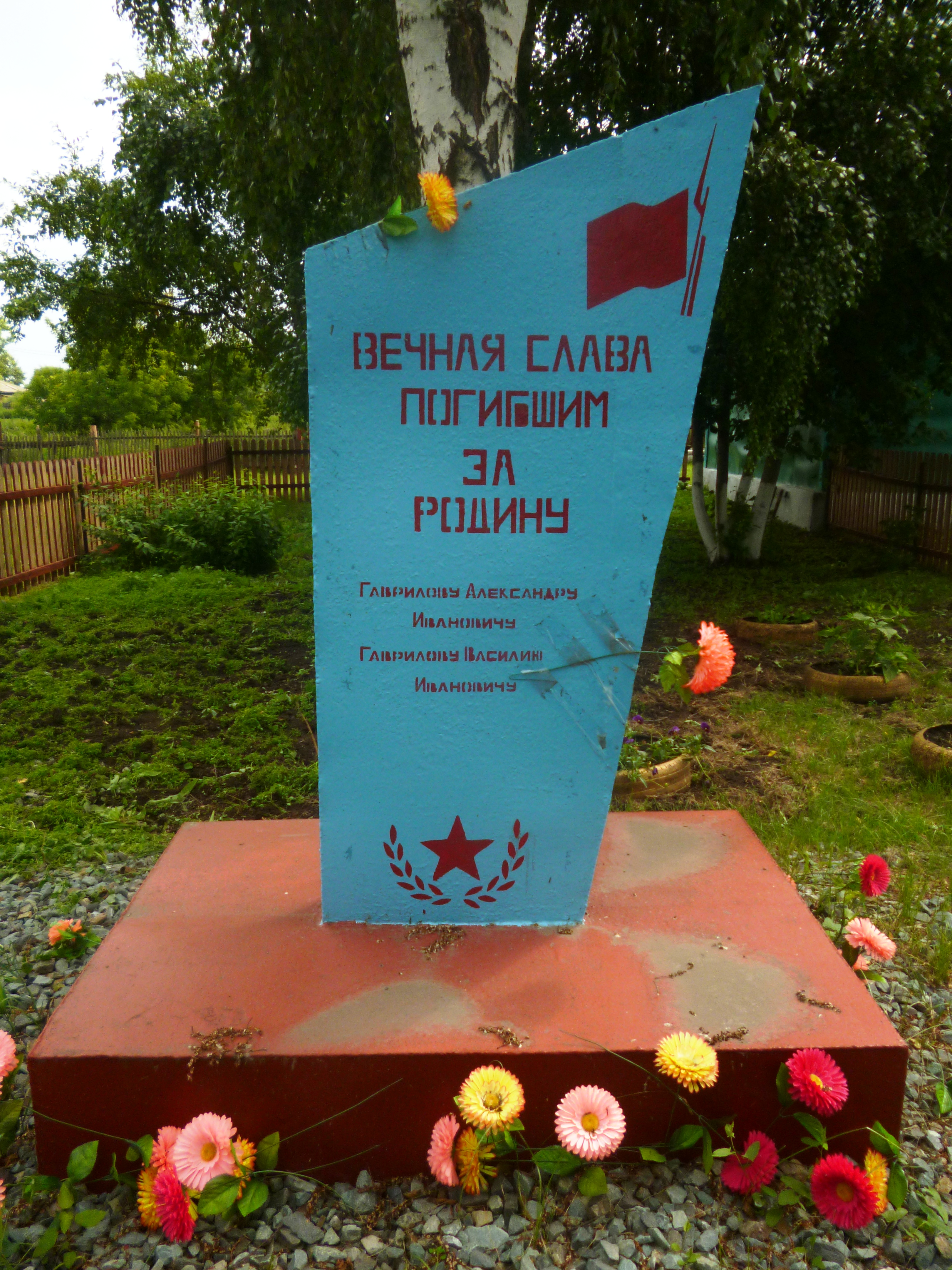
Le monument nouveau aux frères Gavrilov à Novyï Tartas

Au lieu de naissance d’Alexandre et de Vassily Gavrilov, un obélisque a été érigé en 1953 dans le jardin de l’école de 8(7) ans à Novyï Tartas,, portant l’inscription suivante: «Gavrilov Alexander Ivanovich Gavrilov Vasily Ivanovich Les partisans Rouges sont barbarement torturés par les Kolchakites en novembre 1919». En 1979, en raison de la construction d’une nouvelle école, le monument a été déplacé et reconstruit. Il se trouve au centre du village.
Le Comité exécutif du district de Vengerovo du Soviet des députés des travailleurs a décidé, dans le village de Novyï Tartas, lieu de naissance des frères Gavrilov, porte une rue le nom des “Frères Gavrilov”.